# Giuseppe Leone
Giuseppe Leone (Turín, Italia, 5 de mayo de 2001) es un futbolista italiano que juega de centrocampista en la Siena de la Serie C.

## Estadísticas

### Clubes
Actualizado al último partido disputado el 17 de mayo de 2022.
| Club                           | Div.          | Temporada     | Liga  | Liga  | Copas nacionales | Copas nacionales | Copas internacionales | Copas internacionales | Total | Total |
| Club                           | Div.          | Temporada     | Part. | Goles | Part.            | Goles            | Part.                 | Goles                 | Part. | Goles |
| ------------------------------ | ------------- | ------------- | ----- | ----- | ---------------- | ---------------- | --------------------- | --------------------- | ----- | ----- |
| Juventus de Turín "B" · Italia | 3.ª           | 2020-21       | 21    | 0     | 0                | 0                | —                     | —                     | 21    | 0     |
| Juventus de Turín "B" · Italia | 3.ª           | 2021-22       | 32    | 0     | 0                | 0                | —                     | —                     | 32    | 0     |
| Juventus de Turín "B" · Italia | Total club    | Total club    | 53    | 0     | 0                | 0                | 0                     | 0                     | 53    | 0     |
| Total carrera                  | Total carrera | Total carrera | 53    | 0     | 0                | 0                | 0                     | 0                     | 53    | 0     |